# Marathon Rotterdam 2009

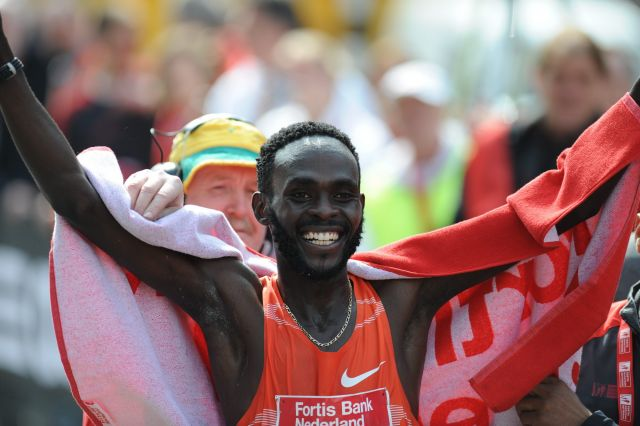
Duncan Kibet na zijn overwinning op de marathon van Rotterdam

De Fortis Marathon Rotterdam 2009 werd gelopen op zondag 5 april. Het was de 29ste editie van deze marathon.
De toplopers, geholpen door zeven hazen, zaten de hele race op een schema van rond de 2 uur en 5 minuten. In de slotfase ging het nog sneller. Bij de mannen werd de wedstrijd uiteindelijk gewonnen door de Keniaan Duncan Kibet. Hij verbeterde met 2:04.27 het parcoursrecord, dat in handen was van William Kipsang (2:05.49). Hij won de eindsprint van zijn landgenoot James Kwambai, die in dezelfde tijd over de finish kwam. Ze kwamen hiermee dicht bij het wereldrecord, dat met 2:03.59, gelopen tijdens de marathon van Berlijn 2008, in handen was van Haile Gebrselassie.
Bij de vrouwen ging de winst naar de Russische Nailja Joelamanova. De 28-jarige Russische atlete won de klassieke afstand in 2:26.30 en bleef hiermee bijna twee minuten voor de Keniaanse Lydia Cheromei, die als tweede over de eindstreep kwam.
Beste Nederlander was Koen Raymaekers, die in 2:18.59 de finish passeerde. Door een blessure tijdens zijn voorbereiding kon hij hiermee geen vormbehoud tonen voor de wereldkampioenschappen in Berlijn. Raymaekers zette een tijd neer van 2 uur, 18 minuten en 59 seconden en de eis voor vormbehoud op de marathon lag op 2:18.00. Thijs Feuth finishte in Rotterdam als tweede Nederlander in een tijd van 2:23.35 op een negentiende plaats overall. Vlak na hem kwam Luc Krotwaar over de finish, die door een gebrekkige voorbereiding niet in topvorm aan de wedstrijd deelnam.
De 29ste editie van de Rotterdam Marathon ging om 11.00 uur van start. Er deden bijna 12.000 deelnemers mee aan de tocht over 42,195 kilometer. Langs het parcours waren honderdduizenden bezoekers aanwezig.

## Uitslagen

### Mannen
| rang   | naam                      | land | tijd    |
| ------ | ------------------------- | ---- | ------- |
| Goud   | Duncan Kibet              | KEN  | 2:04.27 |
| Zilver | James Kwambai             | KEN  | 2:04.27 |
| Brons  | Abel Kirui                | KEN  | 2:05.04 |
| 4      | Patrick Makau             | KEN  | 2:06.14 |
| 5      | Jackson Kipkoech          | KEN  | 2:08.58 |
| 6      | Alfred Kering             | KEN  | 2:09.19 |
| 7      | Mesfin Adimasu            | ETH  | 2:09.32 |
| 8      | Robert Kipchumba          | KEN  | 2:09.56 |
| 9      | Richard Limo              | KEN  | 2:10.09 |
| 10     | Mariko Kiplagat Kipchumba | KEN  | 2:12.17 |
| 11     | Ignacio Caceres           | ESP  | 2:12.40 |
| 12     | Dereje Tesfaye            | ETH  | 2:13.17 |
| 13     | Dickson Marwa             | TAN  | 2:13.23 |
| 14     | Joshua Chelanga           | KEN  | 2:18.36 |
| 15     | Koen Raymaekers           | NED  | 2:18.59 |
| 16     | Anssi Raittila            | FIN  | 2:19.16 |
| 17     | John Kipchumba            | KEN  | 2:19.38 |
| 18     | Ahmed Ezzobayry           | FRA  | 2:19.45 |
| 19     | Thijs Feuth               | NED  | 2:23.35 |
| 20     | Luc Krotwaar              | NED  | 2:26.57 |

### Vrouwen
| rang   | naam                  | land | tijd    |
| ------ | --------------------- | ---- | ------- |
| Goud   | Nailja Joelamanova    | RUS  | 2:26.30 |
| Zilver | Lydia Cheromei        | KEN  | 2:28.09 |
| Brons  | Adriana Pirtea        | ROU  | 2:36.36 |
| 4      | Sue Harrison          | GBR  | 2:37.27 |
| 5      | Viktoriya Ryazantseva | NED  | 2:40.33 |
| 6      | Luzia Schmid          | SUI  | 2:52.14 |
| 7      | Marta Esteban Poveda  | ESP  | 2:53.48 |
| 8      | Minna Kairlauri       | FIN  | 2:56.01 |
| 9      | Katja Merlin          | BEL  | 2:58.10 |
| 10     | Birgit Kraemer        | NED  | 2:59.43 |

1981 ·
1982 ·
1983 ·
1984 ·
1985 ·
1986 ·
1987 ·
1988 ·
1989 ·
1990 ·
1991 ·
1992 ·
1993 ·
1994 ·
1995 ·
1996 ·
1997 ·
1998 ·
1999 ·
2000 ·
2001 ·
2002 ·
2003 ·
2004 ·
2005 ·
2006 ·
2007 ·
2008 ·
2009 ·
2010 ·
2011 ·
2012 ·
2013 ·
2014 ·
2015 ·
2016 ·
2017 ·
2018 ·
2019 ·
2020 ·
2021 ·
2022 ·
2023 ·
2024